# قائمة ألعاب رانما ½

## سوبر نيس
- رانما ½: فصل معركة الجوار (رانما ½: تشوناي غيكيتوهن): أول لعبة قتال لجهاز SNES من شركة NCS، خضعت لعبة «فصل معركة الجوار» لأمركة من قبل إيرم لتصير معركة الشارع، مبدلة كل الشخصيات وموسيقى الخلفيات بأخرى أمريكية المظهر. مثال رانما، الذي تم تبديله برجل أشقر في درع أزرق براق يدعى ستيفن. وهي لعبة القتال الوحيدة التي ظهرت فيها كولون.
- رانما ½: المعركة الصعبة: لعبة قتالية صدرت في اليابان عام 1992 تحت اسم Ranma Nibun-no-Ichi: Bakuretsu Rantōhen وصدرت في الولايات المتحدة عام عام 1993 تحت Ranma ½: Hard Battle وفي أوروبا عام 1993 .
- رانما ½: كنز عصابة القط الأحمر المخفي (رانما ½: أكانيكو-دان تيكي هيهو): صدرت في 22 أكتوبر، 1993.
- رانما ½: فصل الرقصة البرية الخارقة (رانما ½: تشوعي رامبوهن): صدرت اللعبة في الولايات المتحدة باسم «الفنون القتالية الحرة» كتتمة لـ«المعركة الصعبة»، لكن الشركة التي تملك الحقوق أفلست.[1] هذه اللعبة هي الوحيدة التي ظهر فيها كل من ماريكو كونجو وهرب.
- رانما ½: حجر-مقص-أحجية (رانما ½: أوغي غانكن): لعبة أحجية مقتبسة من لعبة حجر ورق مقص.

## ميجا سي دي
- رانما ½: سرند السحلية البيضاء (رانما ½: بياكوران أيكا): رواية فيديو تستعمل نظام أسلوب قتال حجر-ورق-مقص. أصدرت في 23 أبريل، 1993 لجهاز سيجا ميجا سي دي وقدمت الشخصية أريسا نانجو.

## بلاي ستيشن
- رانما ½: نهضة المعركة: لعبة الفيديو الوحيدة ثلاثية الأبعاد لرانما ½ على جهاز بلاي ستيشن، المنشورة بواسطة روميك-سوفت. تغيير ظروف الطقس أدى إلى تغيير الشخصيات التي تأثرت بمياه الينابيع إلى أشكالهم الأخرى. وهي اللعبة الوحيدة التي ظهر فيها كل من ريو كومون وروغ.

## جيم بوي
- رانما ½: وهي مشابهة لمغامرات لولو، فهذه اللعبة تظهر رانما يدفع ويكسر الحجارة في بيئة تشبه المتاهة. يمكن للاعب تغيير الجنس من أجل تحريك الحجارة لمسافات أكبر أو أصغر حسب الحاجة.
- رانما ½: فصل المعركة العنيفة (رانما ½: نتسورتسو كاكوتوهن): لعبة RPG مع عناصر ألعاب القتال، فهذه اللعبة تدخل اللاعب في يوم من حياة رانما، سفره إلى أماكن مختلفة في السلسلة، وقتال مختلف الشخصيات.
- رانما ½: شخصية س وج!! (رانما ½: كاكوغيكي موندو!!): وهي مشابهة لأول لعبة رانما ½ على الغيم بوي، هذه اللعبة تركز بشكل أساسي على مسلسل رانما ½ التلفزيوني. يتنقل رانما حول المدينة ويواجه مختلف الشخصيات الذين يسألونه أسئلة حول الأنمي رانما ½.

## بي سي إنجين
- رانما ½: ينقل اللاعب رانما في أماكن مختلفة، حيث يتحرك اللاعب ويتقاتل مع عدة شخصيات تبعاً لقصة المانغا، حيث معركته الثانية مع ريوغا. وتتضمن اللعبة مقاطع رسومية.
- رانما ½: العروس الأسيرة (رانما ½: توراواري نو هانايومي): وهي مشابهة لسابقتها «سرند السحلية البيضاء»، فهذه اللعبة تخلط عناصر رواية الفيديو مع أوامر نصية.
- رانما ½: الضربة القاضية، أسلوب قتال مؤسس القتال الحر! (رانما ½: داتو، غانسو موسابتسو كاكوتو-ريو!): مشابهة للعبة رانما ½ الأولى على بي سي إنجين، وهذه اللعبة تتبع المرحلة الرئيسية الثانية من مانغا رانما ½.

## الحاسب الشخصي
- رانما ½: أسطورة التنين الطائر (رانما ½: هيريو دنستسو): لعبة مغامرة رسومية لجهازي "NEC PC-9800" و«MSX» في هذه اللعبة، بأخذ اللاعب دور رانما حيث يتفاعل مع المواقف والشخصيات بواسطة أيقونات على الشاشة، فقط في بعض الأحيان تشمل القتال باستخدام واجهة متعددة الخيارات.

## باتشينكو
- حمى رانما ½: فصل رياضة الينابيع الحارة (فيفر رانما ½: أونسن أسوريتشيككو هن): أصدرت في فبراير 2011، على جهاز باتشينكو في اليابان، فيفر رانما 1/2 ذات رسوم عالية الجودة ومؤثرات صوتية مع أسلوب الأنمي الجديد من «كابوس! بخار نوم الربيع».[2]